# Pterolobium densiflorum
Pterolobium microphyllum là một loài thực vật có hoa trong họ Đậu. Loài này được Prain miêu tả khoa học đầu tiên.